# Elezioni primarie del Partito Democratico del 2019 (Italia)
Le elezioni primarie del Partito Democratico del 2019 si sono svolte domenica 3 marzo, per individuare il segretario nazionale e i membri dell'assemblea nazionale del Partito Democratico.
La consultazione ha seguito di poco meno di due anni le elezioni primarie del 2017, che avevano rieletto Matteo Renzi alla segreteria del partito. Questa consultazione con il 66% elegge Nicola Zingaretti come nuovo Segretario, che tuttavia, nel 2021, si dimetterà,  non rispettando la scadenza naturale del mandato.

## Storia
In seguito all'esito sfavorevole per il Partito Democratico (e per tutta la coalizione di centro-sinistra) delle elezioni politiche del 2018, Matteo Renzi annuncia la sua volontà di lasciare la segreteria del partito dopo la formazione del governo della XVIII legislatura, tuttavia a causa delle polemiche interne le formalizzerà ben prima. A Renzi succederà Maurizio Martina, prima come segretario reggente, successivamente viene confermato a pieni poteri il 7 luglio dall'Assemblea nazionale, guidando il partito fino al congresso del 2019.
La fase congressuale si apre il 17 novembre con l'Assemblea nazionale che prende atto delle dimissioni di Martina. Per il mese di dicembre viene aperto il tesseramento online per consentire il voto nei circoli a tutti coloro che desiderano iscriversi al partito. Il termine ultimo per la presentazione delle candidature è fissato per il 12 dicembre.
Tra le candidature ritirate ci sono quelle di Matteo Richetti (che sosterrà Maurizio Martina) e del candidato considerato più vicino all'ex segretario Renzi, Marco Minniti (che in seguito decide di sostenere Zingaretti). Le candidature ammesse dalla Commissione a partecipare al voto nei circoli sono quelle di Roberto Giachetti (candidato assieme ad Anna Ascani), Maurizio Martina (candidato con Matteo Richetti), Francesco Boccia, Nicola Zingaretti, Dario Corallo e Maria Saladino.
Il voto nei circoli si è concluso il 27 gennaio, con una partecipazione di 189 101 votanti ed un'affluenza del 50,46%. Sono ammessi a partecipare alle elezioni primarie i primi tre candidati: Nicola Zingaretti (47,38%), Maurizio Martina (36,10%) e Roberto Giachetti (11,13%). Tra i candidati non ammessi Francesco Boccia ha ottenuto il 4,02%, Maria Saladino lo 0,7% e Dario Corallo lo 0,67%. Successivamente, Maria Saladino annuncia di sostenere Maurizio Martina, mentre Francesco Boccia sosterrà Nicola Zingaretti.
Il 21 febbraio Matteo Richetti in un messaggio audio destinato ai suoi collaboratori annuncia di ritirare il sostegno a Maurizio Martina, accusandolo di aver dato troppo spazio alla corrente dei renziani all'interno della sua mozione, salvo poi correggere parzialmente il tiro e confermare la sua corsa insieme all'ex segretario.

## Candidati
| Foto | Nome | Nome              | Cariche | Logo |
| ---- | ---- | ----------------- | --- | ---- |
|      |      | Nicola Zingaretti | - Presidente della Regione Lazio (2013-2022) - Presidente della provincia di Roma (2008-2012) - Europarlamentare (2004-2009) - Presidente della IUSY (1995-1997) - Segretario della Sinistra Giovanile (1992-1995) |      |
|      |      | Maurizio Martina  | - Deputato della Repubblica Italiana (2018-2021) - Segretario del Partito Democratico (2018) - Vicesegretario del Partito Democratico (2017-2018) - Ministro delle politiche agricole alimentari e forestali (2014-2018) - Sottosegretario di Stato del Ministero delle politiche agricole alimentari e forestali con delega ad Expo 2015 (2013-2014) - Consigliere regionale della Lombardia (2010-2013) |      |
|      |      | Roberto Giachetti | - Deputato della Repubblica Italiana (2001-) - Vicepresidente della Camera dei deputati (2013-2018) |      |

### Appoggi

#### Nicola Zingaretti
- Silvana Amati[18]
- Roberto Andò[19]
- Bruno Astorre[20]
- Stefania Barca[19]
- Andrea Barzini[19]
- Antonio Battista[21]
- Francesca Benedetti[19]
- Rosy Bindi[22]
- Francesco Boccia (4º classificato)[15]
- Stefano Bonaccini[23]
- Paolo Bonacelli[19]
- Lorenza Bonaccorsi[24]
- Michele Bordo[25]
- Edith Bruck[19]
- Enza Bruno Bossio[24]
- Flavio Bucci[19]
- Athina Cenci[19]
- Luca Ceriscioli[26]
- Monica Cirinnà[27]
- Arnaldo Colasanti[19]
- Tilde Corsi[19]
- Paolo Crepet[19]

- Vincenzo Cuomo[28]
- Gianni Cuperlo[22]
- Massimo D'Alema[29]
- Cesare Damiano[30]
- Massimo Dapporto[19]
- Maurizio De Giovanni[19]
- Piera Degli Esposti[19]
- Domenico De Masi[19]
- Paola De Micheli[31]
- Michele De Pascale[28]
- Stefano Di Battista[19]
- Rosa Maria Di Giorgi[32]
- Michele Emiliano[25]
- Piero Fassino[33]
- Iaia Forte[19]
- Dario Franceschini[34]
- Ludovico Fremont[19]
- Paolo Fresu[19]
- Marco Furfaro[35]
- Matteo Garrone[19]
- Enrico Gasbarra[36]
- Alessandro Gassmann[19]

- Federico Gelli[24]
- Paolo Gentiloni[37]
- Elisabetta Gualmini[38]
- Monica Guerritore[19]
- Alessandro Haber[19]
- Sabrina Knaflitz[19]
- Manuela Kustermann[19]
- Gabriele Lavia[19]
- Enrico Letta[39]
- Marco Lodoli[19]
- Alberto Losacco[25]
- Marianna Madia[40]
- Dacia Maraini[19]
- Carlo Marino[28]
- Lorenzo Marone[19]
- Virginio Merola[28]
- Ivo Milazzo[19]
- Marco Minniti[41]
- Antonio Misiani[42]
- Giuliano Montaldo[19]
- Esterino Montino[28]
- Roberto Morassut[22]

- Gabriele Muccino[19]
- Andrea Occhipinti[19]
- Andrea Orlando[43]
- Ferzan Özpetek[19]
- Rocco Papaleo[19]
- Tommaso Paradiso[19]
- Annamaria Parente[44]
- Lorenzo Pavolini[19]
- Angelo Petrella[19]
- Roberta Pinotti[45]
- Alfredo Pirri[19]
- Giuliano Pisapia[46]
- Nicola Pistoia[19]
- Veronica Pivetti[19]
- Domenico Procacci[19]
- Romano Prodi[47]
- Francesca Puglisi[48]
- Lia Quartapelle[49]
- Lidia Ravera[19]
- Matteo Ricci[28]
- Mariano Rigillo[19]
- Blas Roca-Rey[19]

- Anna Rossomando
- Giuseppe Sala[50]
- Emanuele Salce[19]
- Antonio Salines[19]
- Giuseppe Salvatori[19]
- Stefania Sandrelli[19]
- Marina Sereni[51]
- Liana Serrani[19]
- Edoardo Siravo[19]
- Massimiliano Smeriglio[52]
- Giovanni Soldati[19]
- Pino Strabioli[19]
- Alessandro Tambellini[28]
- Pietro Tidei[28]
- Tosca[19]
- Paolo Triestino[19]
- Walter Verini[22]
- Giovanni Veronesi[19]
- Pamela Villoresi[19]
- Luigi Zanda[53]

#### Maurizio Martina
- Alessandro Alfieri
- Mauro Berruto[54]
- Caterina Bini
- Carla Cantone[55]
- Stefano Ceccanti[24]
- Vincenzo D'Arienzo[56]
- Graziano Delrio[57]
- Vincenzo De Luca[58]
- Andrea De Maria[59]
- Davide Faraone[60]
- Valeria Fedeli
- Emanuele Fiano[24]
- Maria Chiara Gadda
- Leonardo Grimani[61]
- Lorenzo Guerini[22]
- Luca Lotti[24]
- Simona Malpezzi[24]

- Andrea Marcucci[24]
- Catiuscia Marini[61]
- Matteo Mauri
- Alessia Morani[24]
- Tommaso Nannicini[62]
- Matteo Orfini[24]
- Giuditta Pini[63]
- Marcello Pittella[64]
- Matteo Richetti (candidato vicesegretario)
- Ettore Rosato[65]
- Maria Saladino (5ª classificata)[14]
- Alessia Rotta
- Daniela Sbrollini
- Debora Serracchiani[66]
- Valeria Valente
- Diego Zardini[56]

#### Roberto Giachetti
- Michele Anzaldi
- Anna Ascani (candidata vicesegretaria)[67]
- Francesco Bonifazi
- Maria Elena Boschi[68]
- Silvia Fregolent
- Sandro Gozi[69]

- Gianfranco Librandi
- Luigi Marattin
- Enrico Morando
- Luciano Nobili[70]
- Ileana Piazzoni
- Ivan Scalfarotto[71]

## Sondaggi
| Data                | Sondaggio | Campione di voti |                     |             |            | Vantaggio  |       |       |       |       |
| Data                | Sondaggio | Campione di voti | Zingaretti          | Martina     | Giachetti  | Vantaggio  |       |       |       |       |
| ------------------- | --------- | ---------------- | ------------------- | ----------- | ---------- | ---------- | ----- | ----- | ----- | ----- |
| Data                | Sondaggio | Campione di voti | 22–27 febbraio 2019 | Bidimedia   | 1.084      | Vantaggio  | 60.0% | 23.0% | 17.0% | 37.0% |
| 26 febbraio 2019    | EMG       | 1.603            | 58.0%               | 32.0%       | 10.0%      | 26.0%      |       |       |       |       |
| 26 febbraio 2019    | Noto      | –                | 55.0%               | 27.0%       | 18.0%      | 28.0%      |       |       |       |       |
| 25–26 febbraio 2019 | Demopolis | 2.000            | 48.0%–60.0%         | 27.0%–39.0% | 8.0%–18.0% | 9.0%–33.0% |       |       |       |       |
| 19 febbraio 2019    | EMG       | 1.802            | 58.0%               | 34.0%       | 8.0%       | 24.0%      |       |       |       |       |
| 14–17 febbraio 2019 | Winpoll   | 1.500            | 61.0%               | 21.0%       | 18.0%      | 40.0%      |       |       |       |       |
| 2–6 febbraio 2019   | Bidimedia | 1.113            | 56.0%               | 25.0%       | 19.0%      | 31.0%      |       |       |       |       |
| 5 febbraio 2019     | EMG       | 1.803            | 55.0%               | 37.0%       | 8.0%       | 18.0%      |       |       |       |       |

## Risultati

### Voto tra gli iscritti
| Candidati              | Candidati              | Voti    | %      |
| ---------------------- | ---------------------- | ------- | ------ |
|                        | Nicola Zingaretti      | 88 918  | 47,38  |
|                        | Maurizio Martina       | 67 749  | 36,10  |
|                        | Roberto Giachetti      | 20 887  | 11,13  |
|                        | Francesco Boccia       | 7 537   | 4,02   |
|                        | Maria Saladino         | 1 315   | 0,70   |
|                        | Dario Corallo          | 1 226   | 0,67   |
| Totale voti validi     | Totale voti validi     | 187 632 | 99,50  |
| Schede bianche e nulle | Schede bianche e nulle | 1 429   | 0,50   |
| Totale votanti         | Totale votanti         | 189 101 | 100,00 |

|            |            |  |        |        |
| ---------- | ---------- |  | ------ | ------ |
| Zingaretti | Zingaretti |  | 47,38% | 47,38% |
| Martina    | Martina    |  | 36,10% | 36,10% |
| Giachetti  | Giachetti  |  | 11,13% | 11,13% |
| Boccia     | Boccia     |  | 4,02%  | 4,02%  |
| Saladino   | Saladino   |  | 0,70%  | 0,70%  |
| Corallo    | Corallo    |  | 0,67%  | 0,67%  |

(Dati ufficiali)

### Voto tra gli elettori[72]
| Candidati              | Candidati              | Voti      | %     |
| ---------------------- | ---------------------- | --------- | ----- |
|                        | Nicola Zingaretti      | 1.035.955 | 66,00 |
|                        | Maurizio Martina       | 345.318   | 22,00 |
|                        | Roberto Giachetti      | 188.355   | 12,00 |
| Totale                 | Totale                 | 1.569.628 | 100   |
| Schede bianche e nulle | Schede bianche e nulle | 12.455    | 0,79  |
| Votanti                | Votanti                | 1.582.083 |       |

|            |            |  |        |        |
| ---------- | ---------- |  | ------ | ------ |
| Zingaretti | Zingaretti |  | 66,00% | 66,00% |
| Martina    | Martina    |  | 22,00% | 22,00% |
| Giachetti  | Giachetti  |  | 12,00% | 12,00% |

## Eletti
Composizione dell'Assemblea nazionale
     Delegati di Nicola Zingaretti 653
     Delegati di Maurizio Martina 228
     Delegati di Roberto Giachetti 119